# Heinrich-Hertz-Turm

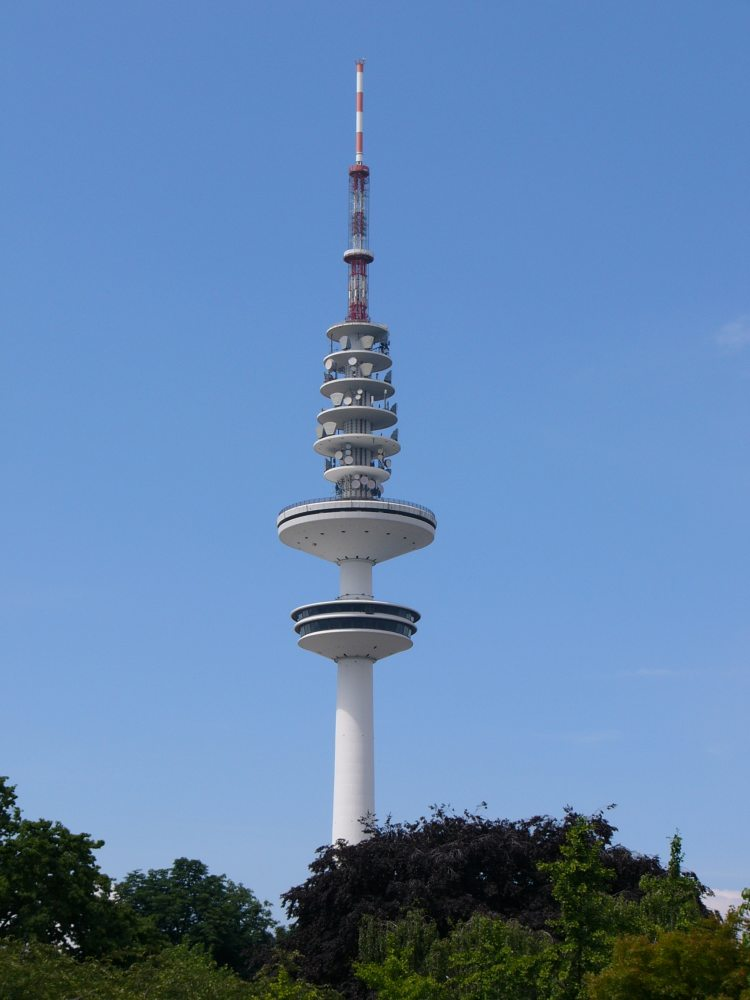
Heinrich-Hertz-Turm.

Heinrich-Hertz-Turm, lokalt känt som "Telemichel", är ett 279,2 meter högt radio- och TV-torn i Hamburg, Tyskland. Tornet, som färdigställdes 1968, har fått sitt namn efter den tyske fysikern Heinrich Hertz.
Tornet har en roterande restaurang. Hela tornet är dock stängd för allmänt tillträde sedan 2001, på grund av problem med asbest.